# يورييف-بولسكي
يورييف-بولسكي (بالروسية: Юрьев-Польский) هي إحدى مدن روسيا في الكيان الفدرالي الروسي فلاديمير أوبلاست.

## توأمة
ليورييف-بولسكي اتفاقيات توأمة مع:
- هينسشتي